# Обзор литературы
Обзор литературы — тип обзорной статьи. Обзор литературы — это научная статья, которая включает в себя текущие знания, включая основные выводы, а также теоретический и методологический вклад в определенную тему. Обзоры литературы являются вторичными источниками и не сообщают о каких-либо новых, либо оригинальных экспериментальных работах. Чаще всего они связаны с академической литературой, их можно найти в научных журналах. Обзор отличается от рецензий на книги, которые также могут появляться в той же публикации. Обзоры литературы являются основой для исследований практически во всех академических областях. Обзор литературы узкого масштаба может быть включен как часть рецензируемой журнальной статьи, представляющей новое исследование, служащей для того, чтобы расположить текущее исследование в основной части соответствующей литературы и предоставить контекст для читателя. В таком случае обзор обычно предшествует разделам методологии и результатов работы.
Создание обзора литературы также может быть частью работы аспирантов, в том числе при подготовке диссертации или журнальной статьи. Обзоры литературы также распространены в исследовательском предложении или проспекте (документ, который одобрен, прежде чем студент официально начинает диссертацию).

## Виды
Основными видами обзоров литературы являются: оценочные, исследовательские и инструментальные .
Также присутствует четвертый вид, систематический обзор, часто упоминается отдельно, но, по сути, представляет собой обзор литературы, сфокусированный на исследовательском вопросе, который пытается идентифицировать, оценить, отобрать и обобщить все высококачественные научные данные и аргументы, относящиеся к этому вопросу. Метаанализ представляет из себя подвид систематического обзора с использованием статистических методов для эффективного объединения данных, использованных во всех выбранных исследованиях, для получения более надежного результата.
Торрако (2016) описывает такой вид обзора, как интегративный обзор литературы. Целью данного вида является получение новых знаний по теме при помощи самого процесса, критики, а затем синтеза исследуемой обзором литературы.

## Процесс и продукт
Шилдс и Рангараджан (2013) проводят различие между процессом непосредственно обзора литературы и готовой работой и продуктом, известным как обзор литературы. :193–229 Процесс самого обзора литературы часто продолжается и дает представление о многих аспектах эмпирического исследовательского проекта.
Процесс обозрения литературы требует различных видов деятельности и способов мышления. Шилдс и Рангараджан (2013) и Гранелло (2001) связывают деятельность по проведению обзора литературы с пересмотренной таксономией Бенджамина Блума в области познания (способы мышления: запоминание, понимание, применение, анализ, оценка и создание).

### Использование искусственного интеллекта в обзоре литературы
Искусственный интеллект (ИИ) меняет традиционный обзор литературы по различным дисциплинам. Генеративные предварительно обученные преобразователи, такие как ChatGPT, часто используются студентами  и научными работниками в целях проверки.

## Дальнейшее чтение

### Основное
- Cooper, Harris M. Synthesizing Research: A Guide for Literature Reviews (англ.). — 3rd. — Thousand Oaks, California: SAGE Publications, 1998. — (Applied Social Research Methods). — ISBN 978-0761913481.
- Creswell, John W. Research Design. Qualitative, Quantitative, and Mixed Method Approaches (англ.). — 4th. — Thousand Oaks, California: SAGE Publications, 2013. — ISBN 9781452226101.
- Dellinger, Amy B. Validity and the Review of Literature (неопр.) // Research in the Schools. — 2005. — Т. 12, № 2. — С. 41—54.
- Dellinger, Amy B. Toward a Unified Validation Framework in Mixed Methods Research (англ.) // Journal of Mixed Methods Research[англ.] : journal. — 2007. — Vol. 1, no. 4. — P. 309—332. — doi:10.1177/1558689807306147.
- Galvan, José L. Writing Literature Reviews: A Guide for Students of the Social and Behavioral Sciences (англ.). — 6th. — Pyrczak Publishing, 2015. — ISBN 978-1936523375.
- Green, Bart N. Writing Narrative Literature Reviews for Peer-Reviewed Journals: Secrets of the Trade (англ.) // Journal of Chiropractic Medicine : journal. — 2006. — Vol. 5, no. 3. — P. 101—114. — doi:10.1016/S0899-3467(07)60142-6. — PMID 19674681.
- Phelps, Richard P. To save the research literature, get rid of the literature review (англ.) // LSE Impact Blog, London School of Economics : journal. — 2018.